# Classe Scharnhorst (croiseur)
Pour les autres classes de navires du même nom, voir Classe Scharnhorst.
La classe Scharnhorst est une série de deux croiseurs cuirassés  construite au début des années 1900 pour la Marine impériale allemande.

Ce fut la dernière classe, avec le modèle unique SMS Blücher, de croiseurs cuirassés de la Kaiserliche Marine. Ils portent les noms de généraux prussiens Gerhard Johann David von Scharnhorst et August Neidhardt von Gneisenau.

## Conception
Cette classe de croiseurs est une amélioration de la classe Roon avec une augmentation de l'artillerie principale pour être à égalité avec leurs homologues britanniques. Deux tourelles doubles de canons de 21 cm sont complétées par quatre canons toujours de 21 cm en barbette sur les deux bords, au niveau du pont principal. Les 6 autres canons en barbette sont de 15 cm et placés sous les 2 affuts de 21 cm de chaque côté.

Les navires avaient 15 compartiments étanches et un double-fond.

## Histoire
Ils ont été construits pour le service d'Outre-mer et affectés à l'escadre d'Extrême-Orient en 1909-1910. Le SMS Scharnhorst a remplacé en tant que navire-amiral le vieux SMS Fürst Bismarck.
Leur carrière fut assez courte car, peu avant le déclenchement de la Première Guerre mondiale ils quittent la colonie allemande de Qingdao. Ils participent à la bataille de Coronel le 1er novembre 1914 et détruisent des navires britanniques au large des côtes chiliennes sous les ordres du vice-amiral Maximilian von Spee. Ce fut la première défaite de la Royal Navy depuis la bataille du lac Champlain en 1814. Ils seront détruits, par la Royal Navy lors de la bataille des Falklands le 8 décembre 1914.

## Les unités de la classe
| Classe Scharnhorst | Classe Scharnhorst    | Classe Scharnhorst | Classe Scharnhorst | Classe Scharnhorst | Classe Scharnhorst       | Classe Scharnhorst |
| Nom                | Chantier naval        | Mise en chantier   | Lancement          | Armement           | Fin                      | Photo              |
| ------------------ | --------------------- | ------------------ | ------------------ | ------------------ | ------------------------ | ------------------ |
| SMS Scharnhorst    | Blohm & Voss Hambourg | en 1905            | 22 mars 1906       | 24 octobre 1907    | coulé le 8 décembre 1914 |                    |
| SMS Gneisenau      | Weser AG Brême        | en 1904            | 14 juin 1906       | 6 mars 1907        | coulé le 8 décembre 1914 |                    |

### Sources
- (en) Cet article est partiellement ou en totalité issu de l’article de Wikipédia en anglais intitulé « Scharnhorst class cruiser » (voir la liste des auteurs).